# 해중 터널
해중 터널은 강이나 바다의 수중안에서 만들어진 터널을 가르키는 단어이다. 미래에는 해저 터널과 함께 강이나 바다를 가로지르는 교통수단의 하나로서 활용될 공법이 될 터널이다.

## 특징
해중 터널은 해저 터널과는 달리 해저에 교각을 세우고 만들어진 함체를 부력을 이용해 띄운 다음에 바다나 강의 바닥에 교각이 세워진 곳으로 침하시켜 만드는 최신 공법이다. 육상에서 건설사에 의해 함체를 먼저 만들고 길다란 파이프를 연결하여 완공시키는 기법으로 교량과는 달리 날씨의 영향을 안받는다는 좋은 장점도 존재한다. 단 설계 비용이 매우 비싸며 한번 부실 시공을 하면 교량에 비해 더욱 큰 사고로 이어진다는 단점도 존재한다. 해중 터널을 만들면 함체의 안에는 자동차나 기차가 지나갈 수 있는 도로나 철도의 공간이 확보되어 있으며 평상시에는 바다나 강의 물이 터널의 안에 들어오지 못하도록 함체의 내부에는 방수하는 기능을 갖춘 시설이 있고 해중 터널에서 화재가 발생되는 비상시가 된다면 스프링클러를 이용해 해수나 담수를 터널의 안으로 끌어와 초기에 화재를 진압할 수가 있는 파이프가 함체의 안에 시공이 되어 있다. 해중 터널의 함체속에 마련된 공간 중에서 보행자가 다니는 구간에서는 강화 유리를 사용하여 바다나 강의 안쪽에서 서식하는 물고기나 다양한 해양 생물 및 수생 생물들을 구경이 가능하게 할 수도 있다. 현재 해중 터널은 대한민국은 물론 전세계적으로도 많지가 않은 공법이지만 장래에 기술이 발달하면 해중 터널도 많이 시공이 될 것으로 보인다.

## 같이 보기
- 터널
- 해저 터널
- 건축물
- 교량
- 도로
- 철도